# Parascelio ruber
Parascelio ruber är en stekelart som först beskrevs av Szabó 1966.  Parascelio ruber ingår i släktet Parascelio och familjen Scelionidae. Inga underarter finns listade i Catalogue of Life.